# Primera Liga de Croacia 1994-95
La Primera División de Croacia en su temporada 1994-95, Fue la cuarta temporada de la liga croata. El campeón fue el club Hajduk Split que consiguió su tercer título.
Los dieciséis clubes en competición se agrupan en un único grupo en que se enfrentan dos veces a sus oponentes en dos ruedas (ida y vuelta), con un total de 30 partidos jugados por club. Descienden los últimos cuatro clubes clasificados y ascienden dos clubes de la segunda liga, En vista de la reducción del número de clubes de 16 a 14 para la próxima temporada.

## Equipos
| Club                 | Ciudad   | Estadio                        | Aforo |
| -------------------- | -------- | ------------------------------ | ----- |
| NK Belišće           | Belišće  | Gradski stadion Belišće        |       |
| HNK Cibalia Vinkovci | Vinkovci | Stadion HNK Cibalia            |       |
| NK Dinamo Zagreb     | Zagreb   | Stadion Maksimir               |       |
| HNK Hajduk Split     | Split    | Stadion Poljud                 |       |
| NK Inter Zaprešić    | Zaprešić | Stadion Inkera                 |       |
| NK Istra Pula        | Pula     | Stadion Aldo Drosina           |       |
| NK Osijek            | Osijek   | Stadion Gradski vrt            |       |
| HNK Rijeka           | Rijeka   | Stadion Kantrida               |       |
| HNK Segesta Sisak    | Sisak    | Gradski stadion Sisak          |       |
| HNK Šibenik          | Šibenik  | Stadion Šubićevac              |       |
| NK Varteks Varaždin  | Varaždin | Stadion Varteksa               |       |
| NK Zadar             | Zadar    | Stadion Stanovi                |       |
| NK Zagreb            | Zagreb   | Stadion u Kranjčevićevoj ulici |       |
| NK Primorac Stobreč  | Stobreč  |                                |       |

## Tabla de posiciones
|                 |     | Equipo                    | PJ | PG | PE | PP | GF | GC | DG  | PTS |
| --------------- | --- | ------------------------- | -- | -- | -- | -- | -- | -- | --- | --- |
|                 | 1.  | Hajduk Split              | 30 | 19 | 8  | 3  | 68 | 26 | +42 | 65  |
|                 | 2.  | Croacia Zagreb            | 30 | 19 | 7  | 4  | 53 | 26 | +27 | 64  |
| Clasificó a UEL | 3.  | NK Osijek                 | 30 | 16 | 11 | 3  | 65 | 30 | +35 | 59  |
|                 | 4.  | NK Zagreb                 | 30 | 14 | 11 | 5  | 41 | 26 | +15 | 53  |
|                 | 5.  | Marsonia Slavonski B. (A) | 30 | 13 | 8  | 9  | 42 | 32 | +10 | 47  |
|                 | 6.  | Varteks Varaždin          | 30 | 11 | 10 | 9  | 35 | 27 | +8  | 43  |
|                 | 7.  | Inker Zaprešić            | 30 | 11 | 6  | 13 | 41 | 41 | 0   | 39  |
|                 | 8.  | Segesta Sisak             | 30 | 10 | 8  | 12 | 32 | 31 | +1  | 38  |
|                 | 9.  | HNK Šibenik               | 30 | 9  | 10 | 11 | 44 | 46 | -2  | 37  |
|                 | 10. | Cibalia Vinkovci          | 30 | 9  | 10 | 11 | 26 | 33 | -7  | 37  |
|                 | 11. | NK Rijeka                 | 30 | 8  | 10 | 12 | 22 | 32 | -10 | 34  |
|                 | 12. | NK Istra Pula             | 30 | 8  | 8  | 14 | 30 | 46 | -16 | 32  |
| Descendió       | 13. | NK Zadar                  | 30 | 7  | 10 | 13 | 33 | 47 | -14 | 31  |
| Descendió       | 14. | Primorac Stobreč          | 30 | 7  | 10 | 13 | 27 | 49 | -22 | 31  |
| Descendió       | 15. | Neretva Metković (A)      | 30 | 4  | 11 | 15 | 20 | 44 | -24 | 23  |
| Descendió       | 16. | NK Belišće                | 30 | 4  | 4  | 22 | 26 | 69 | -43 | 16  |

### Máximos Goleadores
| Jugador        | Club           | Goles |
| -------------- | -------------- | ----- |
| Robert Špehar  | NK Osijek      | 23    |
| Ylli Shehu     | NK Šibenik     | 22    |
| Renato Jurčec  | Inker Zaprešić | 20    |
| Tomislav Erceg | Hajduk Split   | 17    |
| Alen Peternac  | Segesta Sisak  | 13    |
| Nenad Pralija  | Hajduk Split   | 11    |
| Igor Pamić     | Croacia Zagreb | 10    |
| Hari Vukas     | Hajduk Split   | 10    |
| Dragan Vukoja  | NK Osijek      | 10    |